# Écoulement de Stokes
Pour les articles homonymes, voir Stokes.
 (mai 2023).
Si vous disposez d'ouvrages ou d'articles de référence ou si vous connaissez des sites web de qualité traitant du thème abordé ici, merci de compléter l'article en donnant les références utiles à sa vérifiabilité et en les liant à la section « Notes et références ».
Un écoulement de Stokes (ou écoulement rampant) caractérise un fluide visqueux qui s'écoule lentement en un lieu étroit ou autour d'un petit objet, dont les effets visqueux dominent alors sur les effets inertiels. On parle parfois de fluide de Stokes par opposition à fluide parfait. Il est en effet régi par une version simplifiée de l'équation de Navier-Stokes, l'équation de Stokes, dans laquelle les termes inertiels sont absents. Le nombre de Reynolds mesure le poids relatif des termes visqueux et inertiel dans l'équation de Navier-Stokes et est faible (beaucoup plus petit que 1) dans un écoulement de Stokes.
L'équation de Stokes permet en particulier de décrire la décantation de très petites particules dans les liquides voire les gaz (cas des cristaux de glace décantant dans la haute atmosphère ou du brouillard commun), ainsi que les écoulements de liquide dans les dispositifs microfluidiques. Les écoulements de Couette et de Poiseuille sont aussi décrits par cette équation.

## Équation de Stokes
L'équation de Stokes, qui décrit l'écoulement d'un fluide newtonien incompressible en régime permanent et à faible nombre de Reynolds, s'écrit :
{\displaystyle \mu \Delta {\vec {v}}={\overrightarrow {\mathrm {grad} }}\,p-\rho {\vec {f}}}
où : 
- {\displaystyle {\vec {v}}({\vec {r}})} est la vitesse du fluide ;
- {\displaystyle p({\vec {r}})} est la pression dans le fluide ;
- {\displaystyle \rho } est la masse volumique du fluide ;
- {\displaystyle \mu } est la viscosité dynamique du fluide ;
- {\displaystyle {\vec {f}}} est une force massique s'exerçant dans le fluide (la pesanteur par exemple) ;
- {\displaystyle {\overrightarrow {\mathrm {grad} }}} et {\displaystyle \Delta } sont respectivement les opérateurs différentiels gradient et laplacien.

## Conditions d'application
L'équation de Stokes est une forme simplifiée de l'équation de quantité de mouvement contenue dans les équations de Navier-Stokes. Pour un fluide newtonien, celle-ci s'écrit :
{\displaystyle \rho {\frac {\partial {\vec {v}}}{\partial t}}+\rho \left({\vec {v}}\cdot {\overrightarrow {\mathrm {grad} }}\right){\vec {v}}=\rho {\vec {f}}-{\overrightarrow {\mathrm {grad} }}\,p+\mu \Delta \,{\vec {v}}+\left(\mu '+\mu \right){\overrightarrow {\mathrm {grad} }}(\mathrm {div} \,{\vec {v}})}
où : 
- {\displaystyle {\vec {v}}({\vec {r}},t)} est la vitesse du fluide ;
- {\displaystyle p({\vec {r}},t)} est la pression dans le fluide ;
- {\displaystyle \rho } est la masse volumique du fluide ;
- {\displaystyle \mu } est la viscosité (principale) du fluide ;
- {\displaystyle \mu '} est la seconde viscosité du fluide ;
- {\displaystyle {\vec {f}}} est une force massique s'exerçant dans le fluide (par exemple : pesanteur) ;
- {\displaystyle t} représente le temps ;
- {\displaystyle {\overrightarrow {\mathrm {grad} }}}, {\displaystyle {\text{div}}} et {\displaystyle \Delta } sont respectivement les opérateurs différentiels gradient, divergence et laplacien.

NB : pour établir cette formule, on doit supposer que les variations spatiales de {\displaystyle \mu } et {\displaystyle \mu '} sont négligeables.
Si de plus le fluide est incompressible (bonne approximation pour les liquides), alors {\displaystyle {\text{div}}\,{\vec {v}}=0} et l'équation se simplifie : 
{\displaystyle \rho {\frac {\partial {\vec {v}}}{\partial t}}+\rho \left({\vec {v}}\cdot {\overrightarrow {\mathrm {grad} }}\right){\vec {v}}=\rho {\vec {f}}-{\overrightarrow {\mathrm {grad} }}\,p+\mu \Delta \,{\vec {v}}}
Dans la plupart des cas, on écrit l'équation de Stokes pour un écoulement stationnaire (ou quasi-stationnaire), où le terme {\displaystyle \rho {\frac {\partial {\vec {v}}}{\partial t}}} est négligeable devant le terme visqueux {\displaystyle \mu \Delta \,{\vec {v}}}. L'équation se simplifie encore :   {\displaystyle \rho \left({\vec {v}}\cdot {\overrightarrow {\mathrm {grad} }}\right){\vec {v}}=\rho {\vec {f}}-{\overrightarrow {\mathrm {grad} }}\,p+\mu \Delta \,{\vec {v}}}  . 
On peut évaluer l'ordre de grandeur des termes inertiels et visqueux dans cette équation. Si la vitesse caractéristique du liquide est {\displaystyle U}, et si l'échelle spatiale typique de variation de la vitesse est {\displaystyle L} (celle-ci pourra être imposée par les dimensions du canal dans lequel le liquide s'écoule, les dimensions de l'objet autour duquel le liquide s'écoule, etc.), alors : 
{\displaystyle \rho \left({\vec {v}}\cdot {\overrightarrow {\mathrm {grad} }}\right){\vec {v}}\sim {\frac {\rho U^{2}}{L}}}:
et
{\displaystyle \mu \Delta \,{\vec {v}}=\rho \nu \Delta \,{\vec {v}}\sim {\frac {\rho \nu U}{L^{2}}}}:
où {\displaystyle \nu } est la viscosité cinématique du liquide.
Le terme inertiel {\displaystyle \rho \left({\vec {v}}\cdot {\overrightarrow {\mathrm {grad} }}\right){\vec {v}}} sera donc négligeable devant le terme visqueux {\displaystyle \mu \Delta \,{\vec {v}}} si : 
{\displaystyle {\frac {\rho U^{2}}{L}}\ll {\frac {\rho \nu U}{L^{2}}}}, soit {\displaystyle {\frac {UL}{\nu }}\ll 1}:
où l'on reconnaît l'expression du nombre de Reynolds.

## Propriétés des solutions de l'équation de Stokes
Contrairement à l'équation de Navier-Stokes, l'équation de Stokes est linéaire (le terme inertiel, non-linéaire, est en effet négligeable). Les écoulements solutions de cette équation possèdent par conséquent des propriétés bien particulières : 
- unicité : pour des conditions aux limites données (valeur de la vitesse au niveau des parois et/ou à l'infini), il existe un et un seul écoulement vérifiant l'équation de Stokes ;
- additivité : les solutions de l'équation de Stokes vérifient le principe de superposition : si {\displaystyle {\vec {v}}_{1}} et {\displaystyle {\vec {v}}_{2}} sont solutions, alors toute combinaison linéaire {\displaystyle \lambda _{1}{\vec {v}}_{1}+\lambda _{2}{\vec {v}}_{2}} le sera aussi (ceci n'est pas incompatible avec la propriété d'unicité : seul l'écoulement vérifiant les bonnes conditions aux limites sera observé) ;
- réversibilité : si un champ de vitesse {\displaystyle {\vec {v}}({\vec {r}})} est solution de l'équation, alors {\displaystyle -{\vec {v}}({\vec {r}})} l'est aussi, à condition de changer le signe des gradients de pression, ainsi que des vitesses aux parois et à l'infini (ceci est une conséquence directe du principe de superposition) ; cette propriété est contraire à notre intuition, fondée sur notre expérience des écoulements macroscopiques : la réversibilité des écoulements à bas nombre de Reynolds a ainsi poussé les êtres vivants de très petite taille à développer des moyens de propulsion originaux[1] ;
- paradoxe de Stokes : les solutions mathématiques de l'équation de Stokes, dans un cas donné ou dans certaines régions du domaine de solution, peuvent être physiquement fausses. Cela est dû au « paradoxe de Stokes », à savoir que les conditions physiques permettant de ramener l'équation de Navier-Stokes à l'équation de Stokes ne sont pas nécessairement réalisées dans tout le domaine de solution, a priori. On aboutit alors à des solutions présentant des comportements potentiellement aberrants dans certaines limites. C'est le cas par exemple « à l'infini », où souvent le terme inertiel finit par l'emporter sur le terme visqueux, sans qu'on puisse le préjuger a priori.

## Solution pour une sphère
L'équation de Stokes peut être résolue analytiquement pour calculer la force exercée sur une sphère de rayon r : 
{\displaystyle {\vec {F}}=-6\pi \mu r{\vec {v}}}
Cependant, selon l’habitude des ingénieurs quand il s’agit des sphères et des cylindres, il est plus commode d’utiliser le diamètre D de la sphère que son rayon (les ingénieurs, même en aérodynamique, utilisent très peu le rayon car ils ne savent pas le mesurer) ; la traînée de la sphère en régime de Stokes s’écrit alors :
{\displaystyle {\vec {F}}=-3\pi \mu D{\vec {v}}}
Au vu de cette équation, il est clair que la traînée de la sphère est proportionnelle à la viscosité dynamique, à la vitesse v et au diamètre D de la sphère. Il est alors naturel de considérer que le scalaire 3π caractérise la forme de la sphère et est le coefficient adimensionnel de traînée de la sphère (en référence à son diamètre D). Horace Lamb en a eu l’intuition en 1911 et a caractérisé la traînée de ses cylindres infinis par un coefficient adimensionnel que Zdravkovich nomme coefficient de résistance de Lamb.
Cependant, afin de relier le résultat de G. G. Stokes pour la sphère avec tous ceux obtenus pour les plus hauts nombres de Reynolds (toujours pour la sphère), Wieselsberger, en dessinant sa courbe (voir ci-dessous la courbe unifiée de Wieselsberger après prise en compte des mesures les plus récentes) a dû adopter, pour la plage de Stokes, le coefficient adimensionnel de traînée classique (que nous qualifierons de quadratique) :
{\displaystyle C_{x}={\frac {|F|}{(1/2)\rho v^{2}\pi r^{2}}}}
L’adoption de ce coefficient quadratique conduit, après simplification à :
{\displaystyle C_{x}={\frac {24}{R_{eD}}}}
ReD étant le nombre de Reynolds basé sur le diamètre D = 2r de la sphère, soit :
{\displaystyle R_{eD}={\frac {\rho vD}{\mu }}}
Ce choix de Wieselsberger tend cependant, au vu de la courbe unifiée qui en résulte, « à donner l’impression que la résistance aux bas Reynolds prend des valeurs énormes », selon Zdravkovich. 
Ceci s’explique par le fait que ce Cx quadratique, si utile et éloquent aux forts Reynolds, n’a plus aucune signification en régime de Stokes : en effet, contrairement à ce qui se passe aux hauts Reynolds, la traînée en régime de Stokes n’est nullement proportionnelle au carré de la vitesse, pas plus qu’à la surface frontale du corps et encore moins à la masse volumique du fluide (qui est d’ailleurs censée ne pas agir aux Reynolds très faibles).

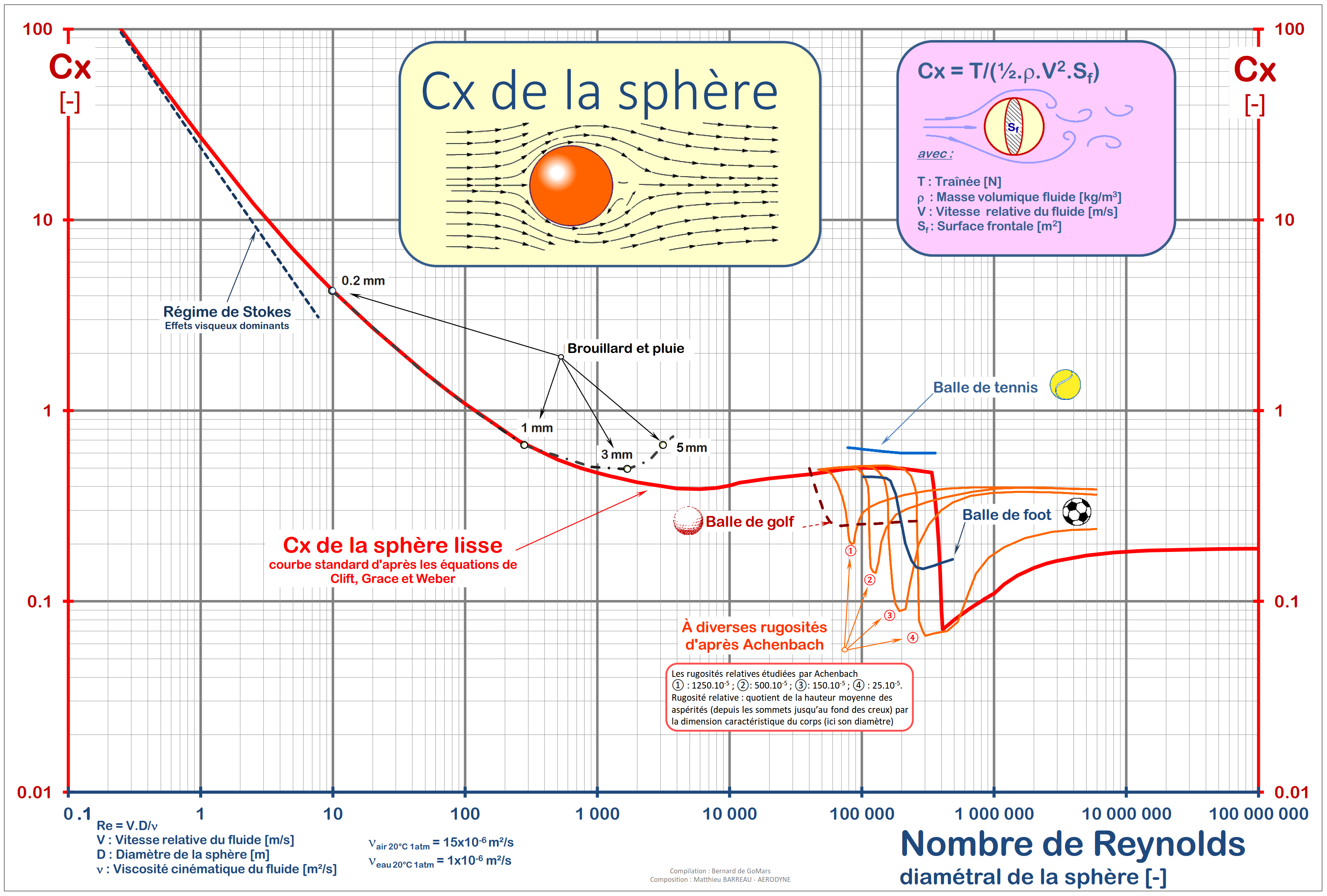
Variations du Cx d'une sphère en fonction du nombre de Reynolds.

Au contraire, on peut songer, suivant la proposition d’Horace Lamb, à caractériser les mouvements de la sphère (et de tous les autres corps) en régime de Stokes par un coefficient linéaire adimensionnel de traînée qui sera constant en régime de Stokes. Ce coefficient linéaire adimensionnel de traînée peut être nommé Cx linéaire (mais on peut aussi l’appeler Coefficient de Lamb) et est défini ainsi :
{\displaystyle C_{x{\text{Lin Réf.L}}}={\frac {|F|}{\mu Lv}}}
définition où F est la Traînée (ou la projection de la résultante hydrodynamique sur l’axe des x), {\displaystyle \mu } la viscosité dynamique, v est la vitesse sur l’axe des x et L une longueur caractéristique du corps.
Pour la sphère, comme dit précédemment, cette longueur caractéristique gagne à être prise comme le diamètre D, ce qui conduit (en référence à ce diamètre) au Cx linéaire 3π, constant en régime de Stokes.
Pour tous les autres corps dans ce même régime, le Cx linéaire sera de même constant : c’est une des caractéristiques des écoulements de Stokes. Citons par exemple le Cx linéaire du cube qui vaut 4π en référence à son côté (dans toutes les directions) ou les Cx linéaires du disque qui valent 8 et 5,333 en mouvements frontaux et coplanaires (en référence à son diamètre).
Quand on connaît le Cx linéaire d’un corps quelconque la Traînée en est alors facilement obtenue en multipliant leur Cx linéaire par la longueur caractéristique qui a présidé à son établissement, par µ et par la vitesse v de l’écoulement.
De la même façon qu’aux hauts Reynolds la surface de référence qui a servi à l’établissement d’un Cx quadratique doit toujours être précisée, la longueur qui a servi à l’établissement d’un Cx linéaire doit être toujours précisée.

## Solution pour d'autres corps que la sphère

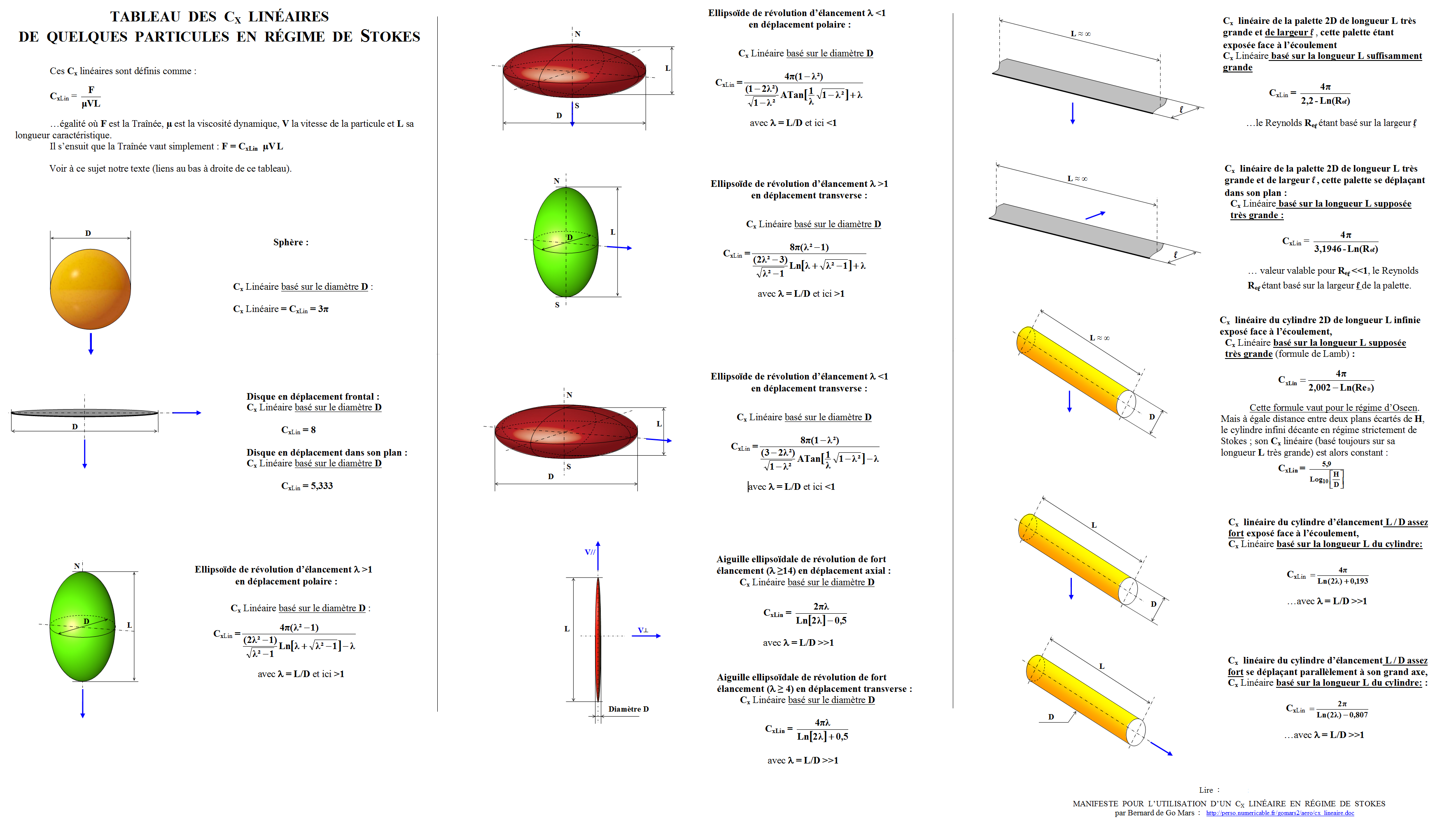
linéaire de quelques particules en régime de Stokes (cinq tableaux).

L’équation de Stokes a été résolue pour d’autres corps que la sphère. Ainsi Oberbeck a obtenu dès 1876 la valeur exacte de la traînée de l’ellipsoïde de révolution (allongé ou aplati). Ce qui donne, en aplatissant au maximum cet ellipsoïde, le Cx linéaire du disque (8) en déplacements frontaux ou 5,333 en déplacements dans son propre plan (ces deux Cx linéaires en référence au diamètre du disque). De même, en allongeant au maximum l’ellipsoïde, on obtient le Cx linéaire des "aiguilles ellipsoïdales" qui fut longtemps utilisé pour les cylindres de grandes longueurs ou "bâtonnets".
La traînée du tore (même jointif) a été de même calculée, ainsi que celle de la lentille bi-sphérique et des sphères fusionnées, de même que celle des calottes sphériques creuses ou celle de sphères décalottées symétriquement. Ainsi, le Cx linéaire de l’hémisphère creux est-il la moyenne de celui du disque (8) et celui de la sphère (3π) soit 8,7124 (en référence au diamètre de la sphère intègre et du disque).
Cox a calculé la traînée des « bâtonnets cylindriques » (c.-à-d. des cylindres d’élancement Longueur / Diamètre assez grand) en déplacements transverses ou axiaux. Il a étendu sa démonstration au cône et au bicône (toujours d’élancements assez forts).
Bartuschat et coll. ont plus récemment calculé, par la méthode lattice Boltzmann 3D, les caractéristiques de traînée de corps hémisphéro-cylindriques d’élancement 2 à 7 en déplacements transverses ou axiaux. De telles méthodes mixant les principes mathématiques et les moyens informatiques ont donné accès aux caractéristiques de traînée (toujours en régime de Stokes) des courts cylindres (Roger et Ui) ou des plaques rectangulaires ou carrées (Sunada, Tokutake et Okada) ; le Cx linéaire de la plaque carrée mince en ressort comme valant, en référence à son côté, 9,15 pour des déplacements frontaux et 6,13 pour des déplacements dans son propre plan (déplacements coplanaires).
Les caractéristiques de traînée des prismes rectangulaires ont été approchées par l'expérience (Heiss & Coull, Malaika). Plus récemment, S. Sunada, R. Ishida, H. Tokutake et S. Okada ont déterminé ces caractéristiques par le calcul. Une mise en panorama de ces résultats montre que le problème de la traînée des prismes rectangulaires est sur le point d'être résolue. 
E. O. Tuck, mathématicien australien, a inventé une méthode inverse permettant de dessiner au hasard des corps de révolution quelconques (de grand élancement L/D) dont on connaît préalablement la traînée. Certains de ces corps de révolution quelconques peuvent être très proches de corps géométriques, comme les corps à génératrice circulaire ou les corps hémi-ellipsoïdo-cylindriques (dont les corps hémisphéro-cylindriques sont des cas particuliers).
La traînée du cube a été déterminée de façon satisfaisante par l’expérience (Cx linéaire = 4π, en référence à son côté).
Pour les corps de révolution (ou les corps axisymétriques comme les prismes à base carrée) d'assez grand élancement L/D, il est souvent dit que leur traînée transverse est proche du double de leur traînée axiale (à fluide et à vitesse identiques). Cela n'est vrai que pour les très forts élancements (ce quotient de traînées n'atteint ~ 1,75 que pour un cylindre circulaire ou un ellipsoïde d'élancement 1000, par exemple).
En ce qui concerne les corps 2D comme les cylindres de longueur infinie de section circulaire ou elliptique ou les palettes (également de longueur infinie), les mathématiciens, butant sur le paradoxe de Stokes, n’ont pu en déterminer la traînée qu’en régime décrit par les équations de Stokes-Oseen (pour les Reynolds autour de l’unité où l’inertie commence à se faire sentir ).

## Autres solutions de l'équation de Stokes
La simplicité relative de la loi de Stokes autorise le changement d'échelle (prise de moyenne volumique ou homogénéisation), conduisant à des résultats théoriques importants :
- établissement de la loi de Darcy pour l'écoulement à faible vitesse en milieu poreux[5] ;
- construction de « lois de paroi » (conditions aux limites pour une paroi lisse équivalente) pour l'écoulement sur une surface rugueuse qui, à défaut d'applications directes, donne pour le cas général un éclairage important sur ce difficile problème[6].